# 沙耆故居
29°39′46.88″N 121°41′29.79″E / 29.6630222°N 121.6916083°E
沙耆故居又名藜斋，是浙江省宁波市境内一处人物故居，位于鄞州区塘溪镇沙村，是知名画家，“中国梵高”沙耆的故居。1947年沙耆罹患精神分裂症后在此居住，创作出大量作品。建筑现辟为纪念馆，2011年列入浙江省文物保护单位。

## 历史
沙耆故居建于民国时期，1927年由其父沙松寿维修，后由沙孟海以子路“为亲负米”的典故取名为“藜斋”。1946年，长期旅居海外，与家人失去联系而患上精神分裂症的沙耆回到中国，居住在藜斋。在未发病时，沙耆并没有放弃作画。在当时条件匮乏时，沙耆利用身边的各种材料作画，而故居的墙壁也成为沙耆的画布。20世纪80年代，沙耆搬离沙村，移居到学生余毅位于东钱湖畔韩岭村的家中暂住，而故居也被其子沙天行低价卖给一位村民，墙上的11幅人体艺术油画被贱卖，后多被台湾卡门艺术中心收藏。

## 结构
沙耆故居为砖木结构建筑，前有天井，后有花园，建筑面积150平方米。主体建筑两间一弄，坐北朝南，面宽9米，进深10.2米，前有檐廊，厅堂为明间，东侧设有楼梯。天井宽9米，深2.9米，外有围墙，围墙上仍保留有沙耆回国之初绘制的奔马。围墙西南角设石库门，上部为题写“藜斋”两字的砖雕门额，下部为铁皮门，设有五级台阶。

## 保护
沙耆故居曾被出售，其中价值较高的画作均不在故居中，仅存一部分手迹。2003年，塘溪镇政府将沙耆故居购回，2005年列入鄞州区文物保护点，2011年1月列入浙江省文物保护单位，并入沙氏故居一同保护。2009年，塘溪镇出资对包括沙耆故居在内的四座名人故居进行修缮，此后沙耆故居作为陈列馆对外开放，厅堂悬挂沙耆6幅反应家乡生活油画的复本，两侧为沙耆事迹陈列。二层悬挂的人体艺术油画为沙耆之子沙天行从台湾藏家处获得的复本。

## 图片
- 故居门楼
- 门楼上“藜斋”题刻
- 天井围墙上的奔马
- 厅堂
- 天花板装饰
- 主体建筑后的花园
- 二层室内陈设
- 人体艺术油画复本